# Zehava Shmueli
 Zehava Shmueli (hebräisch זהבה שמואלי; geb. 19. Mai 1955 in Rechovot, Israel) ist eine ehemalige israelische Langstreckenläuferin. Sie nahm an den Weltmeisterschaften 1983 in Helsinki und den Olympischen Sommerspielen 1984 in Los Angeles teil und ist mehrfache israelische Meisterin im Marathon- und im 3000-Meter-Lauf.

## Sportliche Karriere
Shmueli absolvierte ihren ersten Marathon am 31. Dezember 1977 bei der Premiere des Tiberias-Marathon am See Genezareth. Mit einer Laufzeit von 3:02:58 h gelang ihr gleich der Sieg und der Gewinn der nationalen Meisterschaft. 1981 siegte sie erneut beim Tiberias-Marathon; 1983, 1986 und 1987 gewann sie weitere drei Male den nationalen Titel im Marathonlauf.
1981 (in New York), 1982 (in Boston) und 1983 (in London) verbesserte sie mehrfach den israelischen Marathonrekord. Sie startete 1983 bei den ersten Weltmeisterschaften 1983 in Helsinki im Marathonlauf und erreichte mit einer Laufzeit von 2:49:07 h Platz 36 unter 51 Läuferinnen, die das Rennen beendeten.
Bei der Eröffnung der Olympischen Sommerspiele 1984 war sie die Fahnenträgerin des israelischen Teams und nahm am erstmals auch als olympischer Frauenwettbewerb ausgetragenen Marathon teil. Mit einer Laufzeit von 2:42:27 h erreichte sie Platz 30 (von 44). Weitere Marathonläufe absolvierte sie in den Folgejahren in Tiberias und London, letztmals im April 1988. 1988 und 1991 startete sie beim Halbmarathon von Tel Aviv, den sie in beiden Jahren auch gewinnen konnte.
1988, 1990 und 1991 gewann sie den nationalen Titel im 3000-Meter-Lauf. 1979 und 1990 startete sie auch bei den Crosslauf-Weltmeisterschaften, konnte sich hier aber nicht im vorderen Feld platzieren.

## Persönliche Bestleistung
- Marathon: 2:40:29 h, 17. April 1983 in London
- Halbmarathon: 1:17:12 h, 10. März 1988 in Tel Aviv
- 3000 m: 9:24,4 min, 21. Juni 1979 in Aarhus